# Kolumna Biczowania (sztuka)
Kolumna Biczowania - typ religijnej kompozycji chrystologicznej, wyobrażenie słupa przy którym biczowano Chrystusa przed ukrzyżowaniem, na którym eksponowane są narzędzia Męki Pańskiej; klasycznym zwieńczeniem takiej kompozycji jest kogut stanowiący nawiązanie do Ewangelii Mateusza (Mt 26,34 oraz 69-75); przed kolumną u jej stóp umieszczano często figurę Chrystusa w typie Mąż Boleści (Vir Doloris, Ecce homo); podobnie jak typ rzeźbiarski Ecce homo kolumny biczowania były typowe dla późnośredniowiecznych Niemiec.